# Mark-Twain-Straße (München)
Die Mark-Twain-Straße ist eine Straße im Münchner Stadtbezirk Pasing-Obermenzing, die um 1900 angelegt wurde. Sie wurde 1947 nach dem amerikanischen Schriftsteller Mark Twain (1835–1910) benannt.

## Geschichte
Die ursprünglich Kirchenstraße genannte Straße verbindet die Alte Allee mit der Barystraße. Sie gehörte zur Erweiterungsplanung der Villenkolonie Pasing II zwischen Alter Allee und Pippinger Straße, die bis heute nicht ausgeführt wurde. Zwischen der Barystraße 10 und 12 befindet sich ein unbebautes Grundstück im Besitz der Stadt München, so dass die Mark-Twain-Straße jederzeit in Richtung Pippinger Straße verlängert werden kann. 
Bis zum Ersten Weltkrieg wurden lediglich zwei Villen in der Mark-Twain-Straße errichtet, die Nr. 2 und 4. Die vollständige Bebauung der als Allee angelegten Straße erfolgte in den letzten Jahrzehnten.

## Baudenkmäler

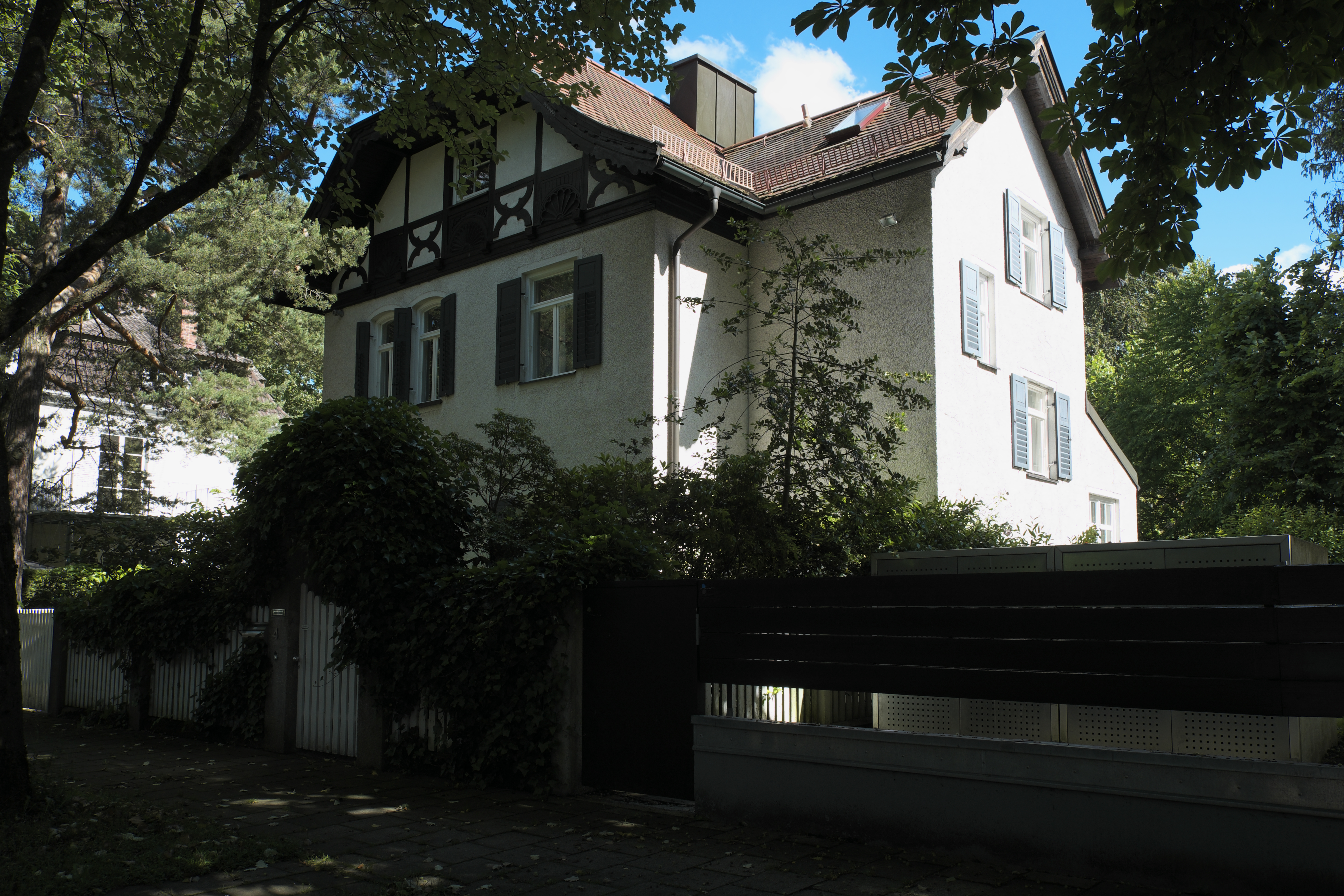
Villa Mark-Twain-Straße 4

- Mark-Twain-Straße 4